# 戶頭站
戶頭站（日语：／ Togashira eki */?）是位於茨城縣取手市戶頭五丁目3番1號，關東鐵道的常總線車站。

## 概要
車站位於取手市最北端，於守谷市邊界附近。

### 在此站行走的運行形態
- 上行（稻戶井、寺原、取手方向）
  - 日間每小時設有4班普通列車（前往取手）停靠[2]。
- 下行（守谷、小絹、水海道、下妻、下館方向）
  - 日間每小時設有4班普通列車（前往下館或水海道）停靠。部分時段前往下館的列車需要在水海道站轉乘列車[注釋 1]，晚間設有前往下妻的班次[2]。

## 歷史
- 1975年（昭和50年）3月26日：車站啟用，當時車站位於取手市大字戶頭[1]。
- 1976年（昭和51年）：車站南邊進行區域重整，新設戶頭一丁目至九丁目，車站位於取手市戶頭五丁目1番1號。
- 1982年（昭和57年）：寺原站至南守谷站之間成為雙線鐵路[1]。
- 2009年（平成21年）3月14日 - 此站可以使用IC卡PASMO[1]。
- 2010年（平成22年）9月17日：站內的升降機開始使用[3]。

## 車站構造

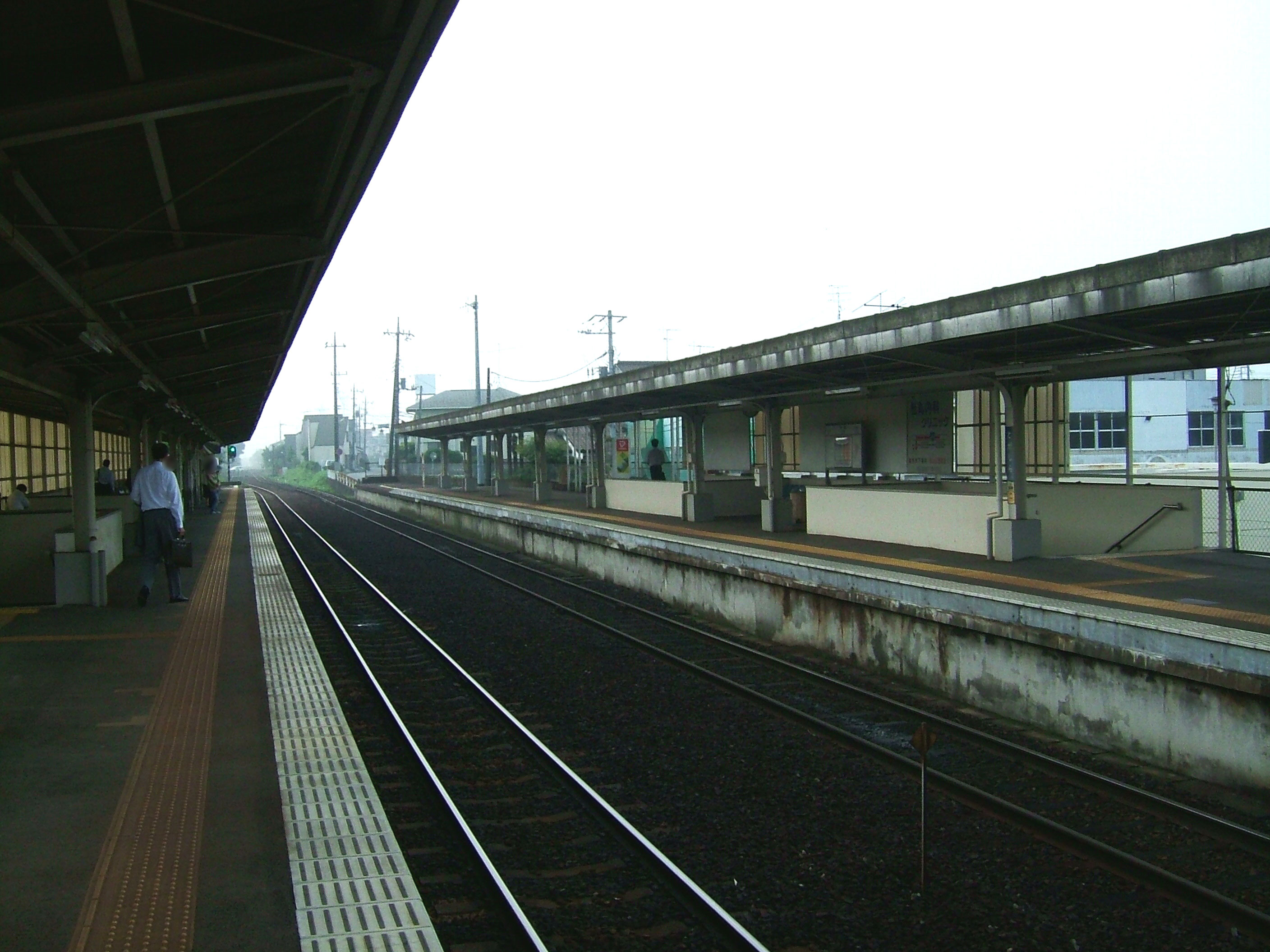
月台

此站是地面車站，設有2面2線的相對式月台。兩月台之間設有行人隧道連接。由於地形關係，閘口位於較高位置，尤如身於在高架車站中。車站西邊設平交道。此站是公團取手戶頭團地（戶頭團地）建設時同時新設的車站。車站入口設於團地南邊（取手市戶頭），後來才開發的車站北邊（取手市下高井、守谷市水木野方向）沒有出入口。

### 月台
| 月台 | 路線    | 方向                   |
| ---- | ------- | ---------------------- |
| 1    | ■常總線 | 取手方向               |
| 2    | ■常總線 | 守谷、水海道、下館方向 |

## 使用狀況
以下為乘降人次變化列表。
| 年度   | 1日平均 乘車人次 | 1日平均 上下車人次 |
| ------ | ---------------- | ------------------ |
| 2009年 | 2,552            | 5,085              |
| 2010年 | 2,373            | 4,765              |
| 2011年 | 2,243            | 4,507              |
| 2012年 | 2,302            | 4,603              |
| 2013年 | 2,387            | 4,777              |
| 2014年 | 2,546            | 5,159              |
| 2015年 | 2,657            | 5,382              |
| 2016年 | 2,977            | 6,012              |
| 2017年 | 2,190            | 4,429              |
| 2018年 | 2,157            | 4,372              |
| 2019年 |                  | 4,249              |

## 車站周邊
車站位於取手市戶頭、上高井、守谷市小山的邊界附近位置。鄰接守谷市水木野。戶頭團地（取手市）位於車站南邊，帕克城守谷（守谷市）位於車站北邊。國道294號南邊設有公團取手戶頭團地，該處設有「戶頭購物中心」、公共設施、商店和金融機關。另外，車站只有南邊閘口，若需前往車站北邊，需要經過西邊的平交道。

### 南邊（取手市戶頭）
- 站前迴旅路、巴士站
- 關東鐵道戶頭收費單車停泊處
- 關鉄戶頭大廈
- 居酒屋溫知
- BIG BEAT戶頭店（彈珠機店）
- 小食QUEEN
- SAKAKI AUTO
- 免費單車停泊處
- 公團取手戶頭團地 - 都市機構開發
  - 增田戶頭店（戶頭購物中心）
  - 取手市政廳戶頭櫃臺中心
  - 取手市戶頭公民館、取手圖書館戶頭圖書室
  - 取手戶頭郵局
- 取手警署戶頭派出所
- 取手市消防本部戶頭消防署
- 常陽銀行（日语：常陽銀行）戶頭分店
- 明光義塾（日语：明光義塾）戶頭站前教室

### 北側（守谷市水木野、小山、取手市下高井）
- 帕克城守谷（日语：パークシティ守谷）（守谷市水木野）- 三井不動產開發
- 守谷市立鄉州小學（日语：守谷市立郷州小学校）
- 守谷市鄉州公民館
  - 守谷中央圖書館（日语：守谷中央図書館）鄉州公民館圖書室
- PALETTE牙科診所
- 櫻之杜公園（日语：さくらの杜公園）
- 水木野野球場
- 公園廣場
  - 守谷國際游泳學校
  - 三井住友銀行

## 巴士路線
於站前迴旋路設有巴士站。
| 乘車處                         | 系統        | 主要途經                           | 目的地       | 巴士公司                   | 備註 |
| ------------------------------ | ----------- | ---------------------------------- | ------------ | -------------------------- | ---- |
|                                |             | 戶頭中前、取手體育中心、取手中央鎮 | 取手站西出口 | 關東鐵道                   |      |
|                                | [3]西部路線 | 戶頭中前、綠色體育中心、新取手站   | 取手站東出口 | 取手市社區巴士（Koto巴士） |      |
| 稻戶井站、櫻莊、市之代集會所前 | [3]西部路線 | 戶頭站                             | 1日1班       | 取手市社區巴士（Koto巴士） |      |

另外，站前設有企業接送巴士。

## 其他
曾經守谷町（現：守谷市）民希望新設北出口檢票口。在1993年（平成5年）5月，守谷町與關東鐵道達成協議，但是現時還未實現。

## 相鄰車站
關東鐵道
■常總線
普通、快速
稻戶井－戶頭－南守谷

## 注腳

## 外部連結
- 戶頭站 | 車站案內 （页面存档备份，存于）（日語） - 關東鐵道